# Crummock Water

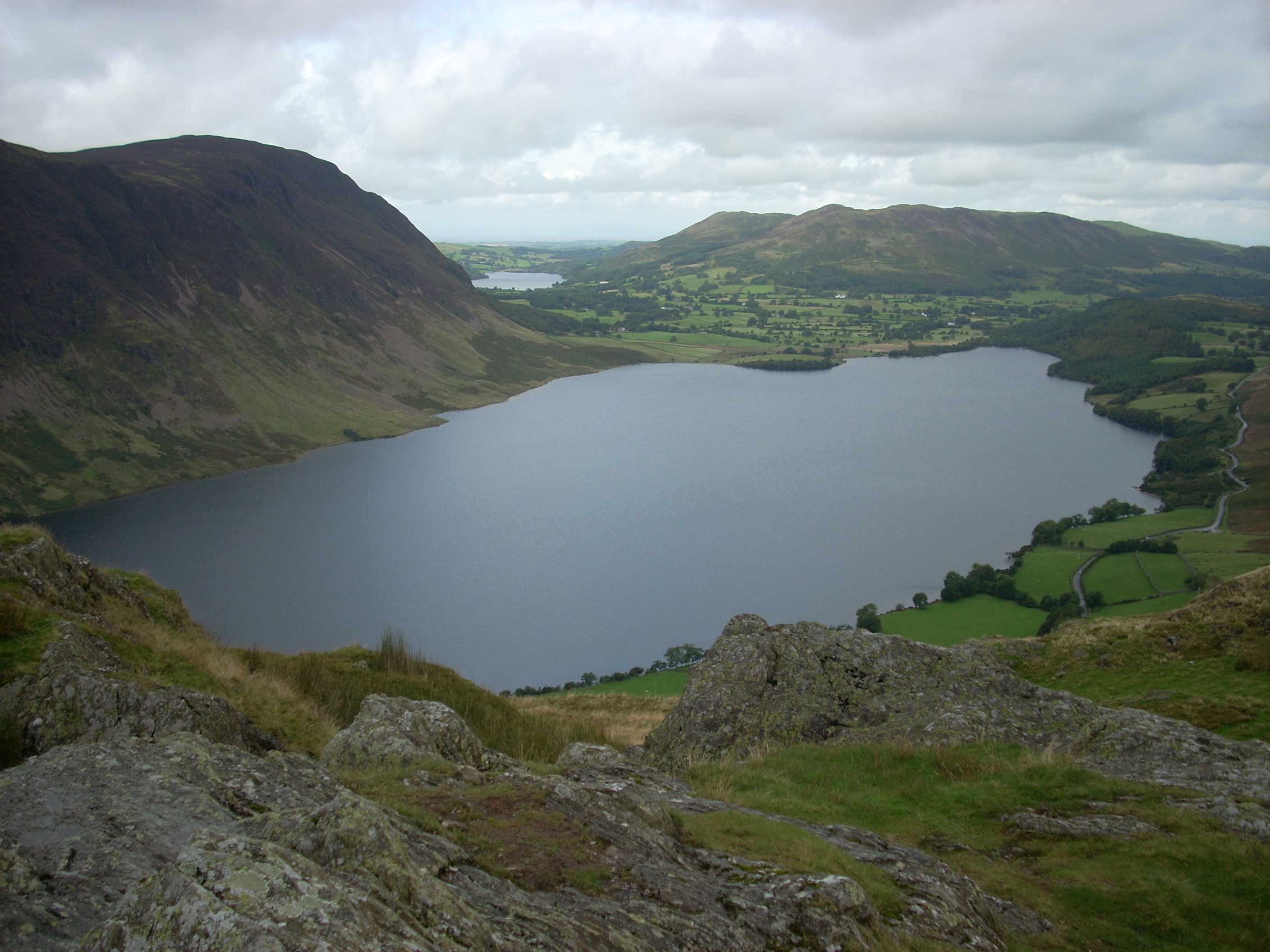
Veduta panoramica del Crummock Water

Il Crummock Water è un lago di 2,57 km² dell'Inghilterra nord-occidentale, situato nel Lake District National Park, nella contea della Cumbria.
Il lago è gestito dal National Trust.

## Geografia
Il Crummock Water si trova a ovest della collina di Grasmoor e est della collina di Mellbreak ed è situato tra il Loweswater e il Buttermere, rispettivamente a sud/sud-est del primo lago e a nord/nord-ovest del secondo, 
Località nei pressi del lago è Buttermere, situata tra il Crummock Water e il lago omonimo.
Sul Crummock Water si immette la Scale Force, la più alta cascata del Lake District. Emissario del lago è il fiume Cocker, che nasce nella sponda settentrionale del Crummock Water.
Il lago ha una forma stretta e allungata: la sua lunghezza è di circa 2,5 miglia e la sua larghezza media è di 0,75 miglia. Ha una profondità di 144 piedi.

## Origini del nome
Il toponimo Crummock deriva da una parola celtica che indica una forma incurvata.

## Storia
Nel 1988 il Crummock Water balzò nelle pagine di cronaca nera per il ritrovamento nelle sue acque del corpo di Sheena Owlett, una donna di Wetherby morta assassinata.